# 加髢 (朝鮮)

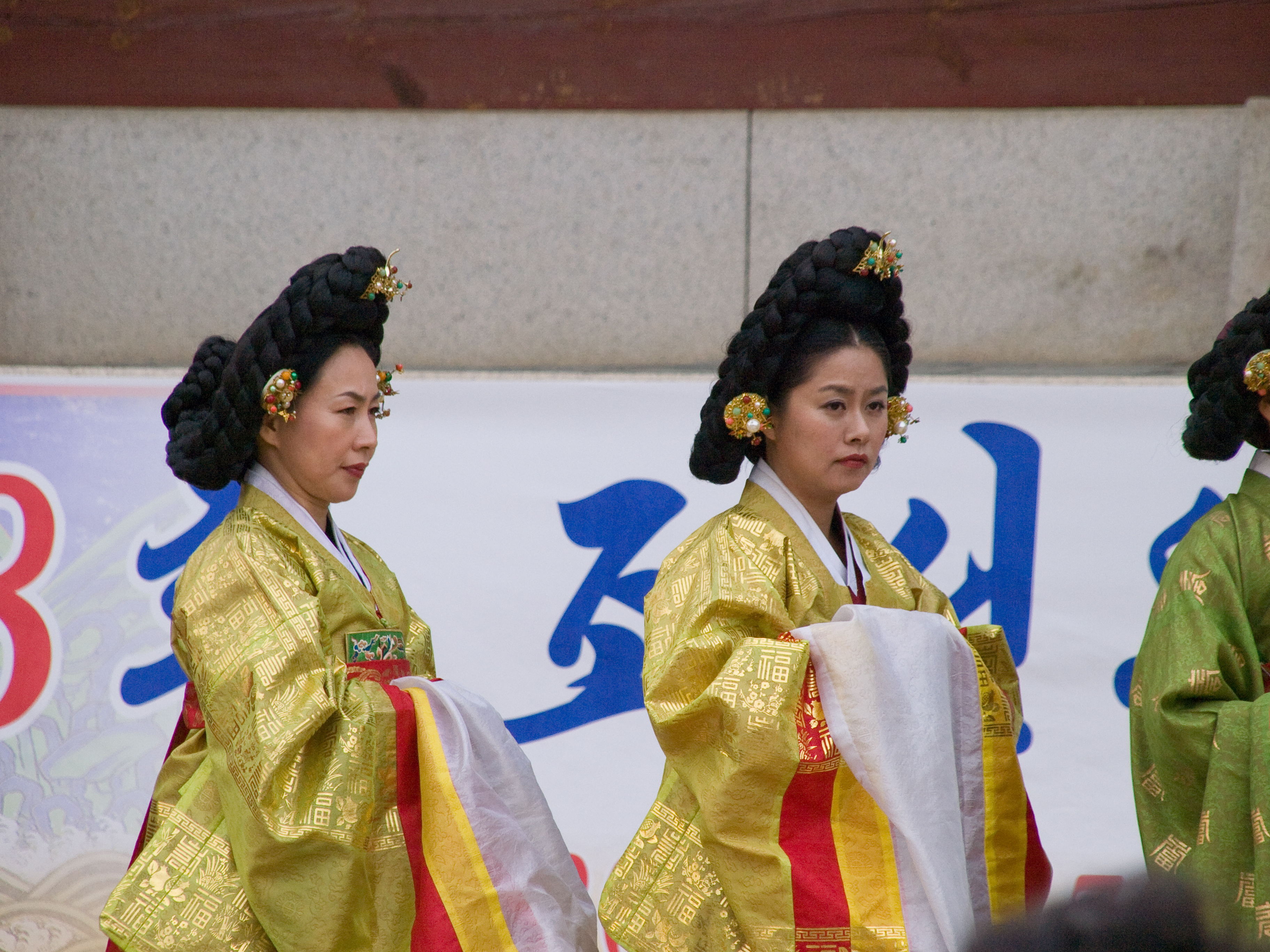
朝鮮時期王族婦女的加髢樣式（今人模擬）

加髢是朝鮮古代婦女佩戴的一種假髻，一般是把假髮編成髮辮，弄成盤狀戴上，有多種不同的樣式。

## 歷史

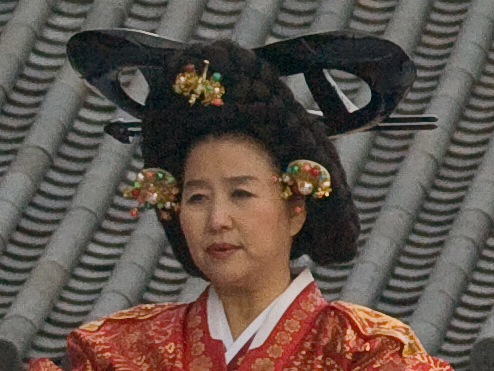
戴上舉頭美的王族婦女

加髢的本義是假髮，高麗王朝時，忠烈王下令高麗全國穿蒙古服、留蒙古髮髻（編髮），女性開始使用加髢。後來朝鮮太祖李成桂建立朝鮮王朝，男性恢復漢制，女性則「蒙漢並行」，之後加髢再發展成後來樣式，成為朝鮮王朝的代表服飾之一。
在朝鮮王朝的前期至中期，已婚婦女、妓生、高級女官（尚宮）均會戴上加髢。加髢也是身份、財富的象徵，有錢人、貴族婦女和妓生的加髢可以很大，再加上各種飾物如簪、釵、花、玉板等，有些會綴上絲帶或布條。有些加髢是編成一條大髮辮再盤起來，有些則是盤成一條較幼的髮辮再盤成幾個圈，一些加髢甚至超過三圈。加髢是牒紙的一種，宮廷女官服裝和命婦、王族婦女禮服的加髢樣式有嚴格規範，尚宮和王族婦女會在加髢上加上子供枕，王族婦女的加髢正面正上方有玉板一個，左右各有花簪作為頭飾，通稱為「鳳首」。婚服中的加髢一般較大和加上較多飾物。後來宮中再發展出一種叫「舉頭美」（거두미）的木頭假髻，於重大日子加在加髢上。

## 禁加髢

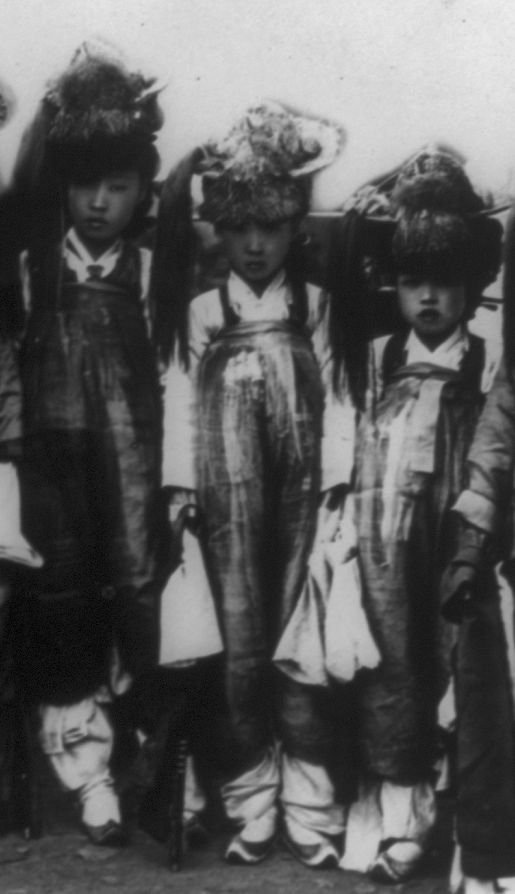
戴加髢及帽子的小妓生

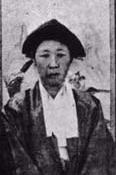
戴加髢三品堂下官夫人

由於大加髢是身份、財富象徵，婦女的加髢越來越大，也越來越重，形成奢侈之風氣，一個加髢動輒百金，後來更有婦女因加髢過重折斷頸項至死，英祖三年（1737年）曾下令宮中加髢所用的假髮每個由50束減至20束，以改善宮中風俗，英祖二十三年（1747年）時，他又與群臣商議以花冠代替加髢，但仍未有共識。有些人認為即使改用花冠，如果飾以珠玉、金貝，花費比加髢更多。
據《朝鮮王朝實錄·英祖實錄》及《正祖實錄》載，英祖三十二年（1756年），領議政金尚喆向英祖轉述儒生宋德相禁髢髮的仰請，英祖認為要袪奢崇儉、移風易俗要從在上位者開始 ，於是在農曆正月十六日，下令禁士族婦女加髢，改戴稱為簇頭里（족두리）的小花冠。直至英祖三十三年（1757年），宮中及士族婦女正式禁用加髢，改為在腦後梳髻 ，只容許平民和賤民女性加髢。朝鮮王朝禮曹所編的《特教定式》（特敎定式）記載，英祖三十九年（1763年），朝廷又再討論禁加髢之事，英祖當時表示髢髻弊處多，認為真髮漂亮，不需要戴假髻。後來已婚婦女就改為只把辮子盤成髮髻並插上髮簪而不戴加髢。妓生則仍然流行佩戴加髢。
到後期，官員妻子、王族婦女穿著圓衫（一種小禮服）時或在一些正式場合戴加髢。

## 圖庫

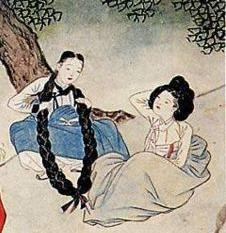
脫下加髢（左）和戴着加髢的婦女
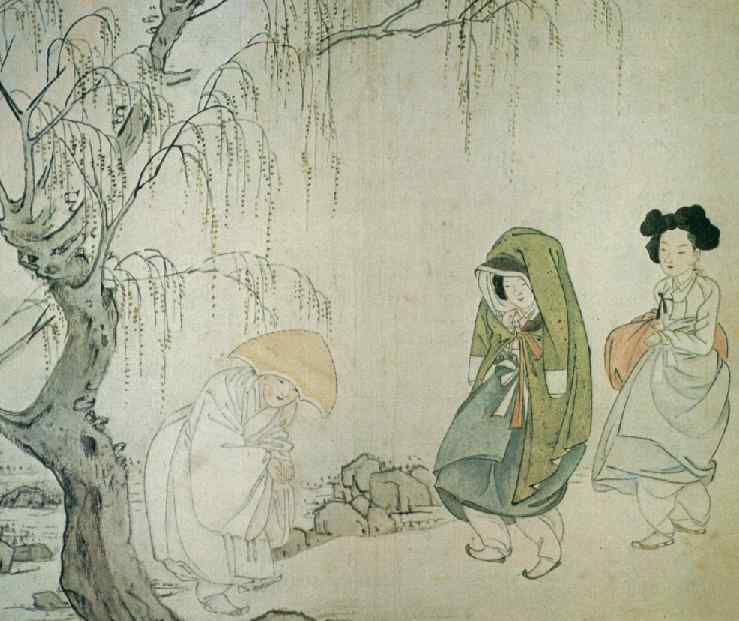
戴加髢並用袿衣遮蓋頭部的婦女（中）
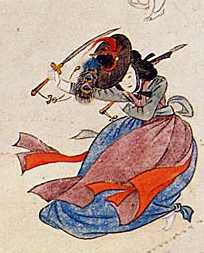
戴加髢、帽子跳劍舞的妓生
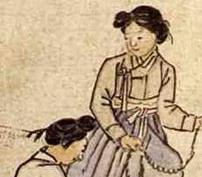
平民婦女的加髢
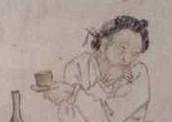
加髢較小的平民婦女
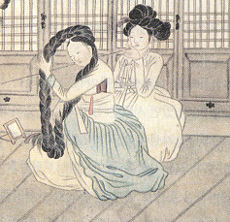
在整理加髢的妓生
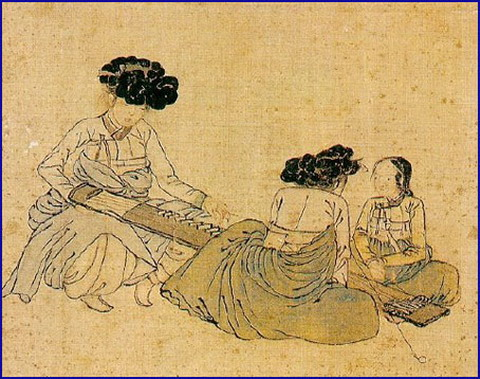
戴加髢彈玄琴的婦人與梳辮子的女孩
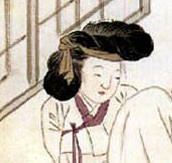
以布帶裝飾加髢的女子
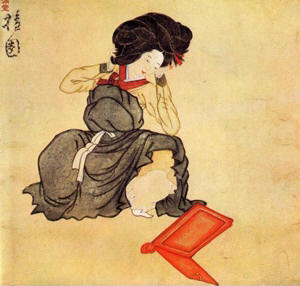
對鏡整理加髢的女子

## 外部連結
-  加髢介紹
- 朝鮮古代髮式介紹 （页面存档备份，存于）
- 朝鮮內外命婦假髻介紹 （页面存档备份，存于）

- 王族婦女加髢樣式示意圖[永久]
- 特教定式 （页面存档备份，存于）